# 하입텍 SSR
하입텍 SSR(영어: Hyptec SSR)은 중국의 자동차 제조업체인 광저우 자동차 그룹에서 생산하고 2023년부터 GAC 아이온 프리미엄 EV 브랜드로 판매되는 전기 스포츠카이다.
2024년 8월, GAC 아이온은 하이퍼 브랜드의 영어 이름을 하입텍으로 변경한다고 발표하였다.